# Buiktyfus
Buiktyfus of tyfeuze koorts (vroeger bekend als zenuwzinkingskoorts of zinkenkoorts; niet te verwarren met vlektyfus) is een darminfectie met bacteriën van de soort Salmonella enterica, meer specifiek de ondersoort Salmonella enterica enterica. De bacterie is een pathogeen dat gemakkelijk de darmwand passeert en het mononucleair fagocytosesysteem kan infecteren. Na de darm infecteren de bacteriën vaak de rest van het lichaam via de bloedbaan.
De infectie wordt overgedragen door het eten of drinken van voedsel of water dat met de bacterie besmet is. Besmetting verloopt via de ontlasting van mensen of dieren die drager zijn van de bacterie. Vanuit de darm kan de bacterie zich ook verder in het lichaam verspreiden via bloedsomloop of lymfeklieren, dit wordt bacteriëmie genoemd. Onbehandeld is de sterfte aan de infectie 10 - 25 procent. De ziekte heeft een incubatietijd van 10-21 dagen en duurt enige weken.
Er bestaan asymptomatische dragers, die de bacterie in de galwegen of plaques van Peyer meedragen zonder daar zelf ziek van te worden, maar die wel in staat zijn anderen ermee te besmetten. Een berucht geval is dat van Mary Mallon, een kokkin in New York die rond 1900 in een aantal gezinnen waar zij maaltijden bereidde aanleiding was tot 53 besmettingen, waarvan 3 met dodelijke afloop.
Paratyfus is een zeer verwante darminfectie ten gevolge van besmetting met de bacterie Salmonella paratyphi.

## Symptomen
Buikpijn, hoge koorts, hoofdpijn, verwardheid, algemeen ziek voelen. Diarree (met bloed) komt weleens voor, maar verstopping ook. Bij het lichamelijk onderzoek kunnen roseolae op de huid aanwezig zijn.

## Diagnose
Door isolatie van de veroorzakende bacterie uit ontlasting (in de eerste week vaak negatief) of in een bloedkweek. Bij een eenmalige kweek is de kans op een fout-negatieve uitslag vrij hoog, circa 30-40%.

## Behandeling
Met antibiotica, eventueel intraveneus. De bloedkweken kunnen dagen na begin van de behandeling nog positief blijven en ook de koorts gaat vaak pas na een week zakken.

## Preventie
Buiktyfus kan in niet-Westerse landen met een warm of tropisch klimaat worden voorkomen door enkel water uit nog verzegelde flessen te drinken. Drinkwater uit de kraan is bijna altijd besmet. De lokale bewoners hebben weerstand tegen deze ziekte opgebouwd en kunnen dus vaak wel kraanwater drinken zonder hier ziek van te worden. Rauw voedsel, zoals groente en fruit, dat met kraanwater is afgespoeld, kan ook besmet zijn.
Daarnaast bestaat de mogelijkheid tot vaccinatie. Dit biedt doorgaans een bescherming van tussen de twee en vijf jaar, afhankelijk van het gebruikte vaccin. Het vaccin beschermt echter maar in ongeveer 70% van de gevallen, zodat het voorkomen van contact met besmet water of voedsel nog steeds noodzakelijk is.

## In Nederland
Buiktyfus is een meldingsplichtige ziekte, groep B2. Tussen 1990 en 1998 werden in totaal 537 gevallen van buiktyfus gemeld, waarvan 523 personen waarschijnlijk in het buitenland waren besmet. Bij tyfus bestaat waarschijnlijk geen grote onderrapportage.